# ياسمين عبد الرحيم
 ياسمين عبد الرحيم (16 أبريل 1999 ببجاية، الجزائر -) هي لاعبة كرة طائرة جزائرية.

## معلومات الاندية
النادي الحالي : جمعية ولاية بجاية 
- منتخب الجزائر لكرة الطائرة سيدات
- البطولة الجزائرية لكرة الطائرة سيدات